# Seznam dílů seriálu Resurrection
Toto je seznam dílů seriálu Resurrection. Americký fantasy seriál Resurrection vysílala americká stanice ABC od 9. března 2014 do 25. ledna 2015.

## Přehled řad
| Řada | Díly | Premiéra v USA | Premiéra v USA |
| Řada | Díly | První díl      | Poslední díl   |
| ---- | ---- | -------------- | -------------- |
| 1    | 8    | 9. března 2014 | 4. května 2014 |
| 2    | 13   | 28. září 2014  | 25. ledna 2015 |

## Seznam dílů

### První řada
| Č. v seriálu | Č. v řadě | Původní název        | Režie               | Scénář                         | Premiéra v USA  |
| ------------ | --------- | -------------------- | ------------------- | ------------------------------ | --------------- |
| 1            | 1         | The Returned         | Charles McDougall   | Aaron Zelman                   | 9. března 2014  |
| 2            | 2         | Unearth              | Dan Attias          | Thomas Schnauz                 | 16. března 2014 |
| 3            | 3         | Two Rivers           | Kevin Dowling       | Nicki Paluga                   | 23. března 2014 |
| 4            | 4         | Us Against the World | Ron Underwood       | Nathaniel Halpern              | 30. března 2014 |
| 5            | 5         | Insomnia             | Christopher Misiano | Michele Fazekas a Tara Butters | 6. dubna 2014   |
| 6            | 6         | Home                 | Scott Winant        | Jessica Mecklenburg            | 13. dubna 2014  |
| 7            | 7         | Schemes of the Devil | Dan Attias          | Nathan Louis Jackson           | 27. dubna 2014  |
| 8            | 8         | Torn Apart           | Dan Attias          | Aaron Zelman                   | 4. května 2014  |

### Druhá řada (2014–2015)
| Č. v seriálu | Č. v řadě | Původní název   | Režie               | Scénář                                | Premiéra v USA     |
| ------------ | --------- | --------------- | ------------------- | ------------------------------------- | ------------------ |
| 9            | 1         | Revelation      | Christopher Misiano | Aaron Zelman                          | 28. září 2014      |
| 10           | 2         | Echoes          | Dan Lerner          | Stephanie Sengupta a Nicki Paluga     | 5. října 2014      |
| 11           | 3         | Multiple        | Ron Underwood       | Tony Basgallop a Nathan Louis Jackson | 12. října 2014     |
| 12           | 4         | Old Scars       | John Stuart Scott   | Pat Charles a Nathaniel Halpern       | 19. října 2014     |
| 13           | 5         | Will            | Stephen Cragg       | Michele Fazekas a Tara Butters        | 26. října 2014     |
| 14           | 6         | Afflictions     | Christopher Misiano | Stephanie Sengupta                    | 2. listopadu 2014  |
| 15           | 7         | Miracles        | Colin Bucksey       | Tony Basgallop                        | 9. listopadu 2014  |
| 16           | 8         | Forsaken        | Constantine Makris  | Nicki Paluga                          | 30. listopadu 2014 |
| 17           | 9         | Aftermath       | Kevin Dowling       | Steve Cwik                            | 7. prosince 2014   |
| 18           | 10        | Prophecy        | Christopher Misiano | Aaron Zelman                          | 4. ledna 2015      |
| 19           | 11        | True Believer   | Vincent Misiano     | Pat Charles                           | 11. ledna 2015     |
| 20           | 12        | Steal Away      | Félix Alcalá        | Nathan Louis Jackson                  | 18. ledna 2015     |
| 21           | 13        | Loved in Return | Dan Attias          | Nathaniel Halpern                     | 25. ledna 2015     |